# Joris-Karl Huysmans

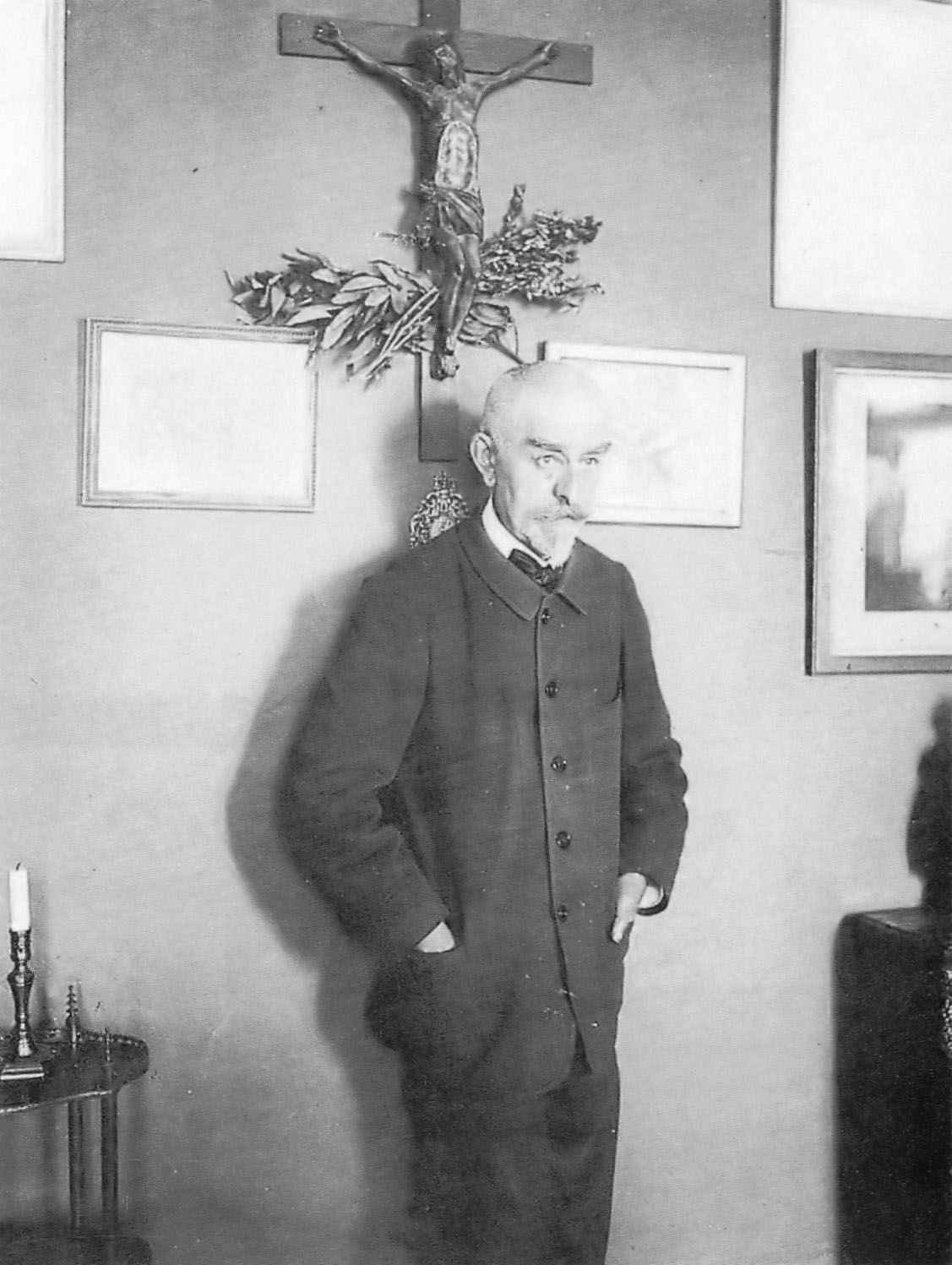
Joris-Karl Huysmans

Joris-Karl Huysmans [ɥismɑ̃ːs] (eigentlich Charles Marie Georges Huysmans; * 5. Februar 1848 in Paris; † 12. Mai 1907 ebenda) war ein französischer Schriftsteller, der sich vor allem als Romancier betätigte.

## Leben und Schaffen
Joris-Karl Huysmans war der Sohn des holländischen Lithographen Godfried Huysmans († 1856) und der Lehrerin Malvina Badin. Nach dem Tod des Vaters heirateten die Witwe und der Buchbinder Jules Og im Jahr 1857. Wegen Ressentiments gegen seinen Stiefvater kam Huysmans in ein Internat, wo er eine wenig glückliche Schulzeit verbrachte. Nach dem Abitur nahm er einen Posten als mittlerer Angestellter im französischen Innenministerium an. Dort blieb er – unterbrochen von etlichen Beurlaubungen – bis 1898. Wenig beständig waren seine Beziehungen zu Frauen. Sie bereiteten ihm viele Enttäuschungen, lieferten ihm aber auch Stoff für seine Romane. In deren Mittelpunkt steht häufig ein vom Leben und von Frauen enttäuschter Junggeselle.
Neben seinem Beruf arbeitete Huysmans als Autor. Zunächst publizierte er kürzere Texte in Zeitschriften. Seine erste Veröffentlichung war 1874 eine Sammlung von Gedichten unter dem Titel Le Drageoir aux épices, wobei er erstmals den flämisch wirkenden Vornamen Joris-Karl verwendete.
1876 lernte er Émile Zola kennen und schloss sich der um diesen versammelten Gruppe der Naturalisten an. Im selben Jahr brachte er seinen ersten Roman Marthe, histoire d’une fille heraus. Das Werk war beeinflusst von dem naturalistischen Roman Germinie Lacerteux (1863/64) der Gebrüder Goncourt sowie von Zolas Thérèse Raquin (1867). Huysmans schrieb jedoch so drastisch, dass das Buch für einige Zeit als sittenwidrig verboten wurde. 1877 bezeugte er seine Freundschaft zu Zola mit einer Reihe lobender Zeitschriften-Artikel über ihn und dessen neuen Roman L’Assommoir.
Auch die auf Marthe folgenden erzählenden Werke Huysmans’ sind überwiegend im Milieu der Pariser Unterschicht angesiedelt und von einem drastischen Realismus bestimmt. Es sind der Roman: Les Sœurs Vatard (= die Schwestern V., 1879), der die mediokre amouröse und berufliche Existenz zweier Buchhefterinnen schildert; die Erzählung Sac au dos (= der Sack auf dem Rücken), die er für den antimilitaristischen Sammelband Les Soirées de Medan verfasste, den Zola 1880 herausgab; der Roman En ménage (= Leben zu zweit, 1881), in dem er die ihm nur allzu gut bekannte Problematik des Künstlers zwischen dem Drang nach ungestörtem Schaffen und dem Bedürfnis nach einer sexuellen und affektiven Beziehung darstellt, zugleich aber auch zwei Künstlertypen konfrontiert in Gestalt eines mehr realitätsverbundenen Schriftstellers und eines eher realitätsfernen, ästhetisierenden Malers; der Roman La Retraite de M. Bougran (= die Pensionierung Herrn B.s, 1888), in dem er die Schwierigkeiten eines pensionierten Ministerialbeamten bei der Findung eines neuen Lebenssinns beschreibt; A vau-l’eau (= den Bach runter, 1882), in dem er einen kleinen Beamten in den Mittelpunkt stellt, der aus seinem kläglichen Trott nicht herauskommt. Auch die beiden letzteren Romane spiegeln wohl zum Teil Probleme Huymans' selbst, der 1881 wegen nervöser Erschöpfung einen längeren Urlaub genommen hatte, um sich in einer Privatklinik in einem Pariser Vorort zu erholen.
1883 publizierte er unter dem Titel L’Art moderne (= die moderne Kunst) einen Sammelband mit Kunstkritiken aus den Jahren 1879–1882. Huysmans brachte 1884 das Werk heraus, das ihm seinen Platz in der Literaturgeschichte sichern sollte: den Roman À rebours (Übersetzungen ins Deutsche unter dem Titel: Gegen den Strich). Die minimale Handlung kreist um einen dekadenten und neurotischen jungen Aristokraten namens Jean Floressas Des Esseintes. Dieser ähnelte äußerlich dem in der Pariser Gesellschaft bekannten Dichter und Dandy Robert de Montesquiou, der später auch das Vorbild für den Baron Charlus in Marcel Prousts Romanfolge Auf der Suche nach der verlorenen Zeit abgeben sollte. Esseintes zieht sich zunehmend aus der für ihn unbefriedigenden sozialen Realität zurück. Er spinnt sich in seinem Vorstadthäuschen in eine artifizielle Welt des Ästhetizismus und Mystizismus ein und landet allmählich am Rande geistiger Umnachtung. Der Roman war eigentlich als naturalistische Studie eines erblich belasteten und krankmachend lebenden „dekadenten“ Individuums gedacht, das viele Züge des Autors selber trägt. Er wurde jedoch von vielen Lesern als ein „Brevier der Dekadenz“ aufgenommen, in dem sie eigene Probleme und ein Problem ihrer Zeit wiedererkannten. A rebours wurde so eine Zeitlang zum Kultbuch, und zwar nicht nur für Anhänger des Naturalismus, sondern auch für solche der symbolistischen Schule. Auch ausländische Leser wie Oscar Wilde waren angetan davon. Dessen Romanfigur Dorian Gray (1890) trägt manche Züge von Huysmans Esseintes. Der Lyriker Mallarmé formulierte 1885 die symbolistische Poetik in einem langen Gedicht mit dem paradoxen Titel Prose pour Des Esseintes.
Der nächste Roman von Huysmans, und sein erster, der auf dem Land spielt, En rade (= auf Reede), erschien erst 1887. 1888 folgte der Autor einer Einladung nach Hamburg und schloss eine längere Reise durch Deutschland an. 1890 war er einer der Gründer der Académie Goncourt und wurde ihr erster Vorsitzender. Um dieselbe Zeit begann er, offenbar einmal mehr in eine Phase der Sinnsuche eingetreten, sich dem Einfluss okkultistisch interessierter Personen zu öffnen und sich mit entsprechenden Vorstellungen und Praktiken zu beschäftigen. Die Krise mündete schließlich – unter dem Einfluss des Abbé Mugnier – in Frömmigkeit und führte ihn ab 1892 zu mehreren Klosteraufenthalten in der Provinz und zur Einkleidung als Laienbruder in der Abtei Saint-Martin von Ligugé bei Poitiers.
Die genannte Entwicklung verarbeitete Huysmans in vier Romanen um denselben Protagonisten, einen Schriftsteller namens Durtal. Es sind: Là-bas (= da drüben/da hinten, 1891), En route (= unterwegs, 1895), La Cathédrale (1898) und L’Oblat (= der Laienbruder, 1903). In Là-bas beschreibt Huysmans den von ihm intensiv erforschten religiösen Rosenkreuzer-Untergrund. Die Handlung des Romans gipfelt in der detaillierten Schilderung einer orgiastischen schwarzen Messe. Huysmans, der zutiefst vom Satanismus fasziniert war, ließ sich durch die Werke vieler Okkultisten, Spiritisten und Schwarzmagier inspirieren, die ihn teils persönlich „ins dunkle Reich ,dort unten‘, wo der Teufel in obszönen und blutrünstigen Messfeiern verehrt wird“, führten. Wenig später zog sich Huysmans in ein Pariser Benediktinerkloster zurück, in dem er nach langem Leiden einem Krebs im Unterkiefer erlag. Fast schon postum erschien 1906 sein letztes Buch, das fromme Les Foules de Lourdes (= Die Volksmengen von Lourdes).

## Rezeption
Der Erfolg von A rebours hatte sich eher auf ein intellektuelles Publikum beschränkt. Là-bas dagegen war ein Bestseller. Huysmans’ größter Verkaufserfolg mit ca. 40 Auflagen in 20 Jahren wurde La Cathédrale, dessen Handlung in der Kathedrale von Chartres und in ihrem Umkreis spielt. Heute ist dieser Roman im Vergleich zu Là-bas und vor allem A rebours kaum mehr bekannt.
Im Haffmans-Verlag bei Zweitausendeins erschien 2007 eine Neuübersetzung von Gegen den Strich durch Caroline Vollmann  unter dem Titel Gegen alle. Auch die meisten anderen Romane Huysmans’ sind in neueren Übersetzungen bzw. Ausgaben verfügbar.
In seinem am 7. Januar 2015 erschienenen Roman Soumission antizipiert Michel Houellebecq die Herausgabe der Werke Huysmans in der renommierten Bibliothèque de la Pléiade – fiktiv editiert unter der Leitung des Protagonisten und Literaturprofessors François –, die realiter erst vier Jahre später, am 24. Oktober 2019, verwirklicht wurde. Die Romanfigur François, Verfasser einer umfangreichen Dissertation über Huysmans’ Werk und dessen religiöse Wende, widmet dieser fiktiven Pléiade-Ausgabe zudem ein 40-seitiges Vorwort.

## Werke
- 1874: Le Drageoir aux épices.
- 1876: Marthe. Histoire d’une fille. Derveaux, Paris.
  - Deutsche Ausgabe: Marthe. Geschichte einer Dirne. Übersetzt von Christa Schulz. Manholt, Bremen 1987, ISBN 3-924903-61-1
- 1879: Les Sœurs Vatard. Paris.
  - Deutsche Ausgabe: Die Schwestern Vatard. Übersetzt von Gernot Krämer, Friedenauer Presse, Berlin 2021.
- 1880: Sac au dos. Brüssel.
  - Deutsche Ausgabe in Émile Zola und andere: Abende in Medan. Eine Blütenlese von Erzählungen. Übersetzt von Fritz Wohlfahrt, Großenhain 1881.
- 1881: En ménage.
  - Deutsche Ausgabe: Trugbilder. Übersetzt von Caroline Vollmann, München 2007.
- 1882: À vau-l’eau.
  - Deutsche Ausgabe: Stromabwärts. Übersetzt von Else Otten. Propyläen, Berlin 1925 und Neuauflage Berlin 1996.
- 1882: L’Art moderne
- 1884: À rebours. Paris, Charpentier
  - Deutsche Ausgabe: Gegen den Strich. Übersetzt von M. Capsius. Berlin 1897.
  - Deutsche Ausgabe: Autorisierte Übertragung von H. Jacob. Potsdam, Kiepenheuer 1921.
- 1887: En rade.
  - Deutsche Ausgabe: Auf Reede. Übersetzt von Eva-Maria Thimme. Edition Sirene, Berlin 1984, ISBN 3-924095-15-9. Und: Zuflucht. Übersetzt von Michael Kleeberg. Bremen 1998.
- 1887: Un Dilemme. Paris.
  - Deutsche Ausgabe: Ein Dilemma. Übersetzt von Rosa Speyer. Berlin 1898.
- 1888: La Retraite de M. Bougran. – Erschienen: 1964
  - Deutsche Ausgabe: Monsieur Bougran in Pension. Übersetzt von Gernot Krämer. Friedenauer Presse, Berlin 2012, ISBN 978-3-932109-72-0.
- 1891: Là-bas.
  - Deutsche Ausgabe: Tief unten. Übersetzt von Victor Henning Pfannkuche. Potsdam, Kiepenheuer 1921.
  - Deutsche Ausgabe: Tief unten. Übersetzt von Victor Henning Pfannkuche. Harz, Berlin 1929.
- 1890: La Bièvre.
  - Deutsche Ausgabe: Die Bièvre – Elegie auf einen Fluss. Herausgegeben und mit einem Nachwort von Michael und Susanne Farin. P. Kirchheim Verlag, München 1992, ISBN 3-87410-054-5.
- 1895: En route.
  - Deutsche Ausgabe: Vom Freidenkertum zum Katholizismus. 2. Ausg.: Franz Borgmeyer, Hildesheim 1914.
  - Deutsche Ausgabe: Unterwegs. Übersetzt von Michael von Kilisch-Horn. belleville, München 2019, ISBN 978-3-943157-92-5
- 1898: La Cathédrale, deutsch als Die Kathedrale
- 1903: L’Oblat.
  - Deutsche Ausgabe: Der Oblate (siehe Benediktineroblate)
- 1906: Les Foules de Lourdes.
  - Deutsche Ausgabe: Lourdes. Mystik und Massen, (aus dem Französischen und mit einem Nachwort von Hartmut Sommer. Mit historischen S/W-Fotografien), Lilienfeld Verlag, Düsseldorf 2020, ISBN 978-3-940357-65-6 (Lilienfeldiana Bd. 23); E-Book: ISBN 978-3-940357-66-3.